# Polydora gaikwadi
Polydora gaikwadi är en ringmaskart som beskrevs av Francis Day 1973. Polydora gaikwadi ingår i släktet Polydora och familjen Spionidae. Inga underarter finns listade i Catalogue of Life.